# Домінік Ковачич
Домінік Ковачич (хорв. Dominik Kovačić, нар. 5 січня 1994, Загреб) — хорватський футболіст, захисник клубу «Славен Белупо».
Виступав також за клуб «Загреб».

## Ігрова кар'єра
Народився 5 січня 1994 року в місті Загреб. Вихованець юнацьких команд футбольних клубів «Дубрава» та «Загреб».
У дорослому футболі дебютував 2013 року виступами за команду «Загреб», в якій провів чотири сезони, взявши участь у 73 матчах чемпіонату. 
Згодом з 2017 по 2024 рік грав у складі команд «Лугано», «Шериф», «Широкі Брієг», «Локомотива», «Вайле», «Університатя» (Крайова), «Кішварда» та «Копер».
До складу клубу «Славен Белупо» приєднався 2024 року. Станом на 11 червня 2025 року відіграв за команду з Копривниці 29 матчів у національному чемпіонаті.